# Серон (Верхние Пиренеи)
Серо́н (фр. Séron, окс. Seron) — коммуна во Франции, находится в регионе Юг — Пиренеи. Департамент — Верхние Пиренеи. Входит в состав кантона Осён. Округ коммуны — Тарб.
Код INSEE коммуны — 65422.

## География
Коммуна расположена приблизительно в 650 км к югу от Парижа, в 130 км западнее Тулузы, в 18 км к северо-западу от Тарба.

## Климат
Климат умеренно-океанический с солнечной тёплой погодой и обильными осадками на протяжении практически всего года.

## Население
| Год  | Численность | Численность |
| ---- | ----------- | ----------- |
| 2013 | 324         |             |
| 2015 | 328         | [ 8 ]       |
| 2016 | 331         | [ 9 ]       |
| 2017 | 327         | [ 10 ]      |
| 2018 | 333         | [ 11 ]      |
| 2019 | 332         | [ 12 ]      |
| 2020 | 338         | [ 13 ]      |
| 2021 | 335         | [ 14 ]      |
| 2022 | 331         | [ 4 ]       |

## Администрация
| Период | Период | Фамилия  | Партия | Примечания |
| ------ | ------ | -------- | ------ | ---------- |
| 2001   | 2020   | Жан Туйя |        |            |

## Экономика
В 2010 году среди 171 человека трудоспособного возраста (15-64 лет) 145 были экономически активными, 26 — неактивными (показатель активности — 84,8 %, в 1999 году было 68,6 %). Из 145 активных жителей работали 135 человек (74 мужчины и 61 женщина), безработных было 10 (5 мужчин и 5 женщин). Среди 26 неактивных 5 человек были учениками или студентами, 16 — пенсионерами, 5 были неактивными по другим причинам.

## Фотогалерея

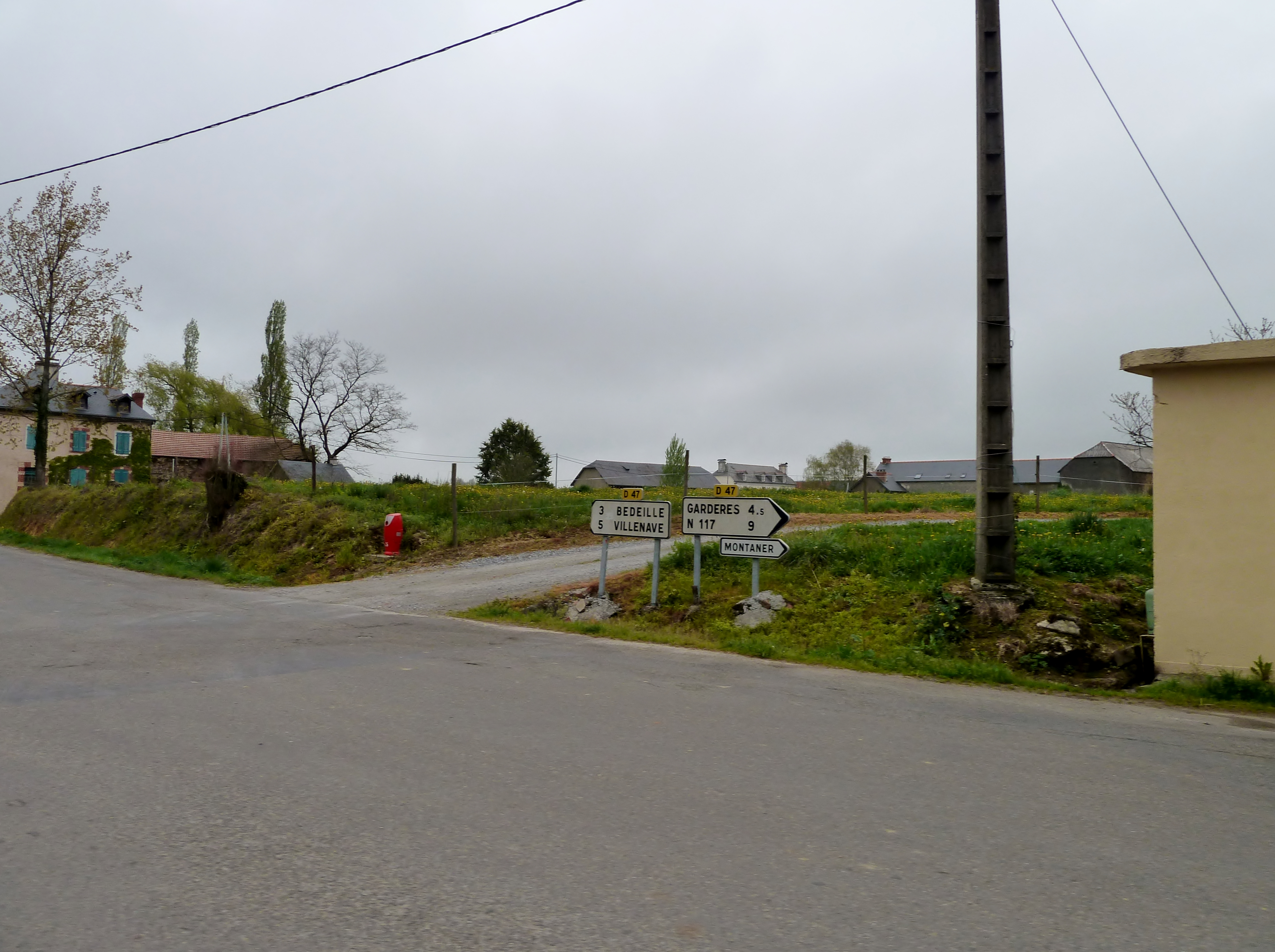
Серон
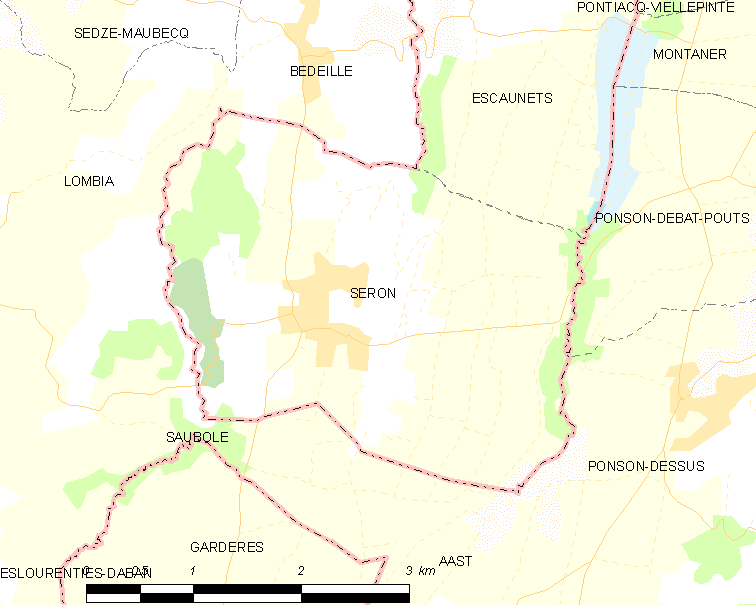
Карта коммуны